# Rochelle Park
Rochelle Park ist ein Township im Bergen County des Bundesstaats New Jersey in den USA. Das U.S. Census Bureau hat bei der Volkszählung 2020 eine Einwohnerzahl von 5.814 ermittelt.

## Geographie
Nach den Angaben des United States Census Bureaus hat die Stadt eine Gesamtfläche von 2,7 km², wobei keine Wasserflächen miteinberechnet sind.

## Geschichte
Der National Park Service weist für Rochelle Park ein Haus im National Register of Historic Places (NRHP) aus (Stand 25. Dezember 2018), das Cornelius Demarest House.

## Demographie
Nach der Volkszählung von 2000 gibt es 5.528 Menschen, 2.061 Haushalte und 1.393 Familien in der Stadt. Die Bevölkerungsdichte beträgt 2.032,7 Einwohner pro km2. 90,09 % der Bevölkerung sind Weiße, 0,45 % Afroamerikaner, 0,04 % amerikanische Ureinwohner, 6,02 % Asiaten, 0,00 % pazifische Insulaner, 2,03 % anderer Herkunft und 1,37 % Mischlinge. 8,57 % sind Latinos unterschiedlicher Abstammung.
Von den 2.061 Haushalten haben 26,0 % Kinder unter 18 Jahre. 55,7 % davon sind verheiratete, zusammenlebende Paare, 9,1 % sind alleinerziehende Mütter, 32,4 % sind keine Familien, 27,3 % bestehen aus Singlehaushalten und in 16,6 % Menschen sind älter als 65. Die Durchschnittshaushaltsgröße beträgt 2,52, die Durchschnittsfamiliengröße 3,12.
18,7 % der Bevölkerung sind unter 18 Jahre alt, 5,9 % zwischen 18 und 24, 27,9 % zwischen 25 und 44, 23,7 % zwischen 45 und 64, 23,9 % älter als 65. Das Durchschnittsalter beträgt 43 Jahre. Das Verhältnis Frauen zu Männer beträgt 100:84,1, für Menschen älter als 18 Jahre beträgt das Verhältnis 100:79,2.
Das jährliche Durchschnittseinkommen der Haushalte beträgt 60.818 USD, das Durchschnittseinkommen der Familien 74.016 USD. Männer haben ein Durchschnittseinkommen von 43.580 USD, Frauen 36.827 USD. Der Prokopfeinkommen der Stadt beträgt 25.054 USD. 2,9 % der Bevölkerung und 0,4 % der Familien leben unterhalb der Armutsgrenze, davon sind 2,2 % Kinder oder Jugendliche jünger als 18 Jahre und 6,0 % der Menschen sind älter als 65.